# Дело XYZ

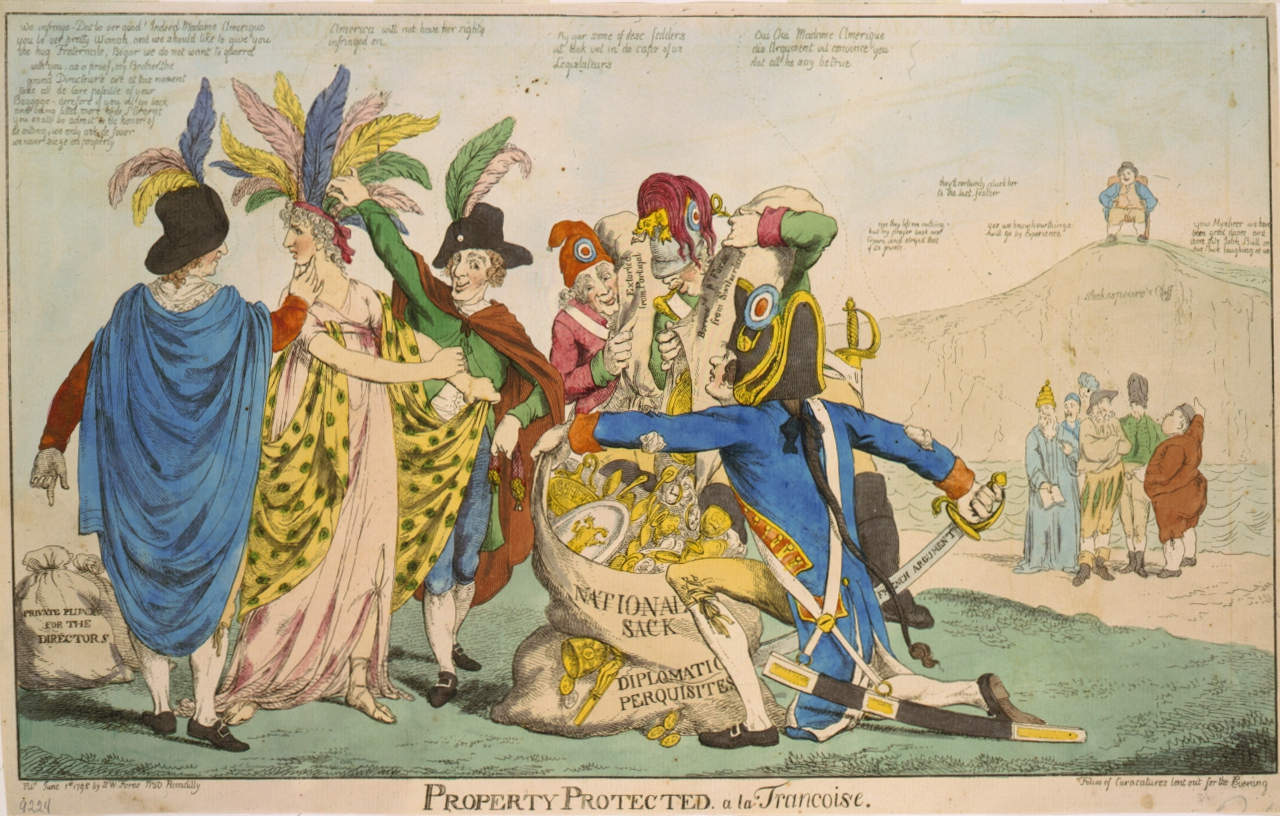
Британская карикатура тех времён. США в образе Колумбии грабят пять французов, один из которых носит фригийский колпак (символизируя революционную власть). В стороне за происходящим наблюдают другие европейские страны, в то время как Джон Булль смеётся, стоя на холме (символизирующем скалы Дувра).

Дело «Икс-Игрек-Зет» (англ. XYZ Affair) — дипломатический инцидент, в 1797 году ухудшивший отношения между США и Францией и приведший к необъявленной морской войне (так называемой «квазивойне») между флотами двух государств в 1798—1800 годах. Французские агенты, обозначенные буквами X, Y и Z, требовали от правительства США крупную взятку за начало переговоров по восстановлению дипломатических отношений, что американцами было воспринято как смертельное оскорбление.

## Предыстория

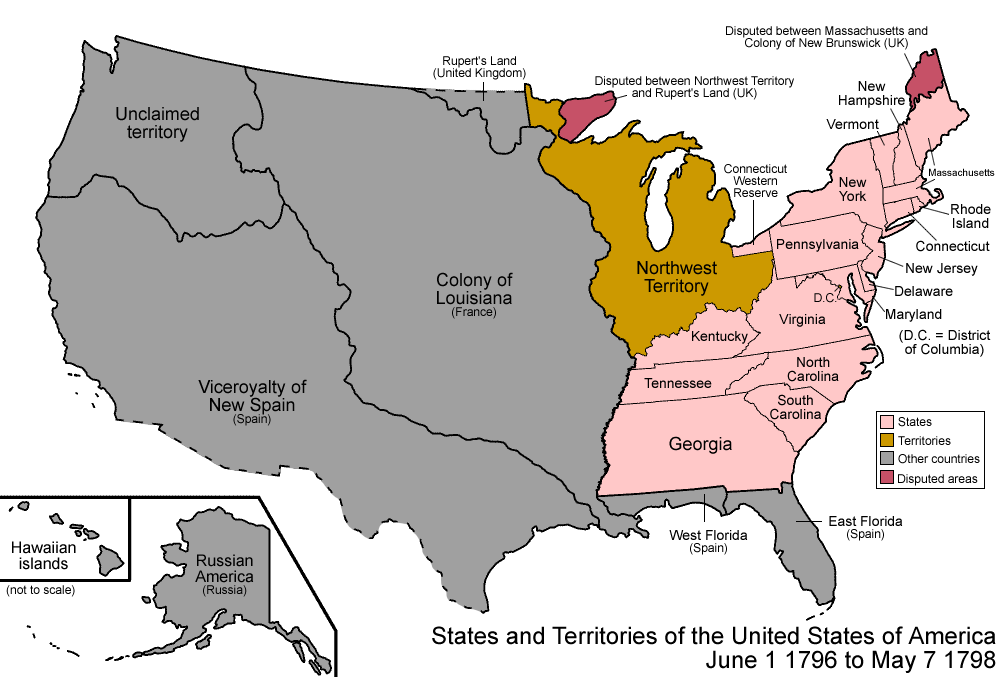
США в 1796—1798 годах.

После Французской революции 1789 года изначально дружественные отношения между новой Французской Республикой и федеральным правительством США стали натянутыми. В 1792 году Франция и остальная Европа вступили в войну, конфликт, в котором американский президент Джордж Вашингтон объявил о нейтралитете. Однако главные военно-морские державы конфликта Франция и Великобритания захватывали корабли нейтральных держав (включая США), которые торговали с их врагами. С ратифицированным в 1795 году договором Джея, США достигли соглашения по этому вопросу с Великобританией, что разозлило членов французской Директории. Следовательно, французский флот активизировал свои усилия, чтобы прервать американскую торговлю с Великобританией. К концу президентства Вашингтона в начале 1797 года дело приняло кризисные масштабы. Вскоре после вступления в должность 4 марта 1797 года президент Джон Адамс узнал, что Чарльзу Коутсуорту Пинкни было отказано в должности министра США из-за эскалации кризиса и что американские торговые суда были захвачены в Карибском море. В ответ он призвал Конгресс встретиться и рассмотреть ухудшающееся состояние франко-американских отношений на специальной сессии, которая состоится в мае того же года.
Общественное мнение в стране в вопросе отношений с Францией разделилось в основном по политическим мотивам: федералисты заняли жесткую позицию, выступая за наращивание обороны, но не обязательно за войну, в то время как демократы-республиканцы выражали солидарность с республиканскими идеалами французских революционеров и не хотели, чтобы их рассматривали как сотрудничающих с администрацией федералиста Адамса. Вице-президент и республиканец Томас Джефферсон смотрел на федералистов как на связанных с Великобританией монархистов, которые враждебны американским ценностям.

## Создание комиссии

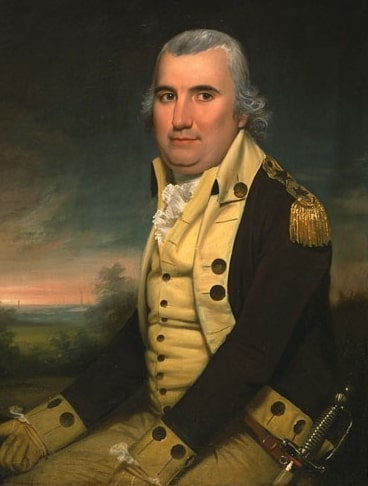
Чарльз Коутсуорт Пинкни.

В конце мая 1797 года Адамс встретился со своим кабинетом, чтобы обсудить ситуацию и выбрать специальную комиссию во Францию. Первоначально Адамс предложил, чтобы Джон Маршалл и Элбридж Герри присоединились к Пинкни в комиссии, но его кабинет возражал против кандидатуры Герри, потому что он не был сильным федералистом. Вместо него был выбран Фрэнсис Дейна, но он отказался служить, и считавший Джерри одним из «двух самых беспристрастных людей в Америке» президент (вторым был он сам), не посоветовавшись со своим кабинетом представил вместо него себя в Сенате США. Адамс, представляя этот вопрос Конгрессу, произнес несколько воинственную речь, в которой призвал к энергичной защите нейтралитета страны и расширению военно-морского флота, но не стал призывать к войне против Франции. Конгресс одобрил этот выбор уполномоченных, и Адамс поручил им обсудить условия, аналогичные тем, которые были предоставлены Великобритании в договоре Джея. Уполномоченным также было приказано отказываться от кредитов, но проявлять гибкость в определении условий оплаты по финансовым вопросам. Маршалл уехал в Европу в середине июля, чтобы присоединиться к Пинкни, а Герри последовал за ним через несколько недель. Политические разногласия в составе комиссии отразились на их отношении к переговорам: федералисты Маршалл и Пинкни не доверяли французам, в то время как Герри (который тогда был противником политических партий) был готов проявлять гибкость и неторопливость в общении с ними.
Французская республика, основанная в 1792 году в разгар революции, к 1797 году управлялась двухпалатным законодательным собранием, а французская Директория из пяти членов действовала в качестве национальной исполнительной власти. Директория переживала как внутреннюю борьбу за власть, так и борьбу с нижней палатой законодательного собрания Советом пятисот. Смена министров произошла в первой половине 1797 года, включая избрание в июле Шарля Мориса де Талейрана министром иностранных дел. Талейран, недавно проведший несколько лет в Соединенных Штатах, открыто беспокоился об установлении более тесных связей между США и Великобританией. В целом не очень благосклонная к американским интересам Директория стала заметно более враждебной по отношению к ним в сентябре 1797 года, когда в результате внутреннего переворота к власти пришли несколько антиамериканцев. Эти лидеры и Талейран считали для себя президента Адамса враждебным, но не думали, что существует серьёзная опасность войны. Частично основываясь на данном Джефферсоном французским дипломатам совете, Талейран решил вести переговоры размеренно и медленно.

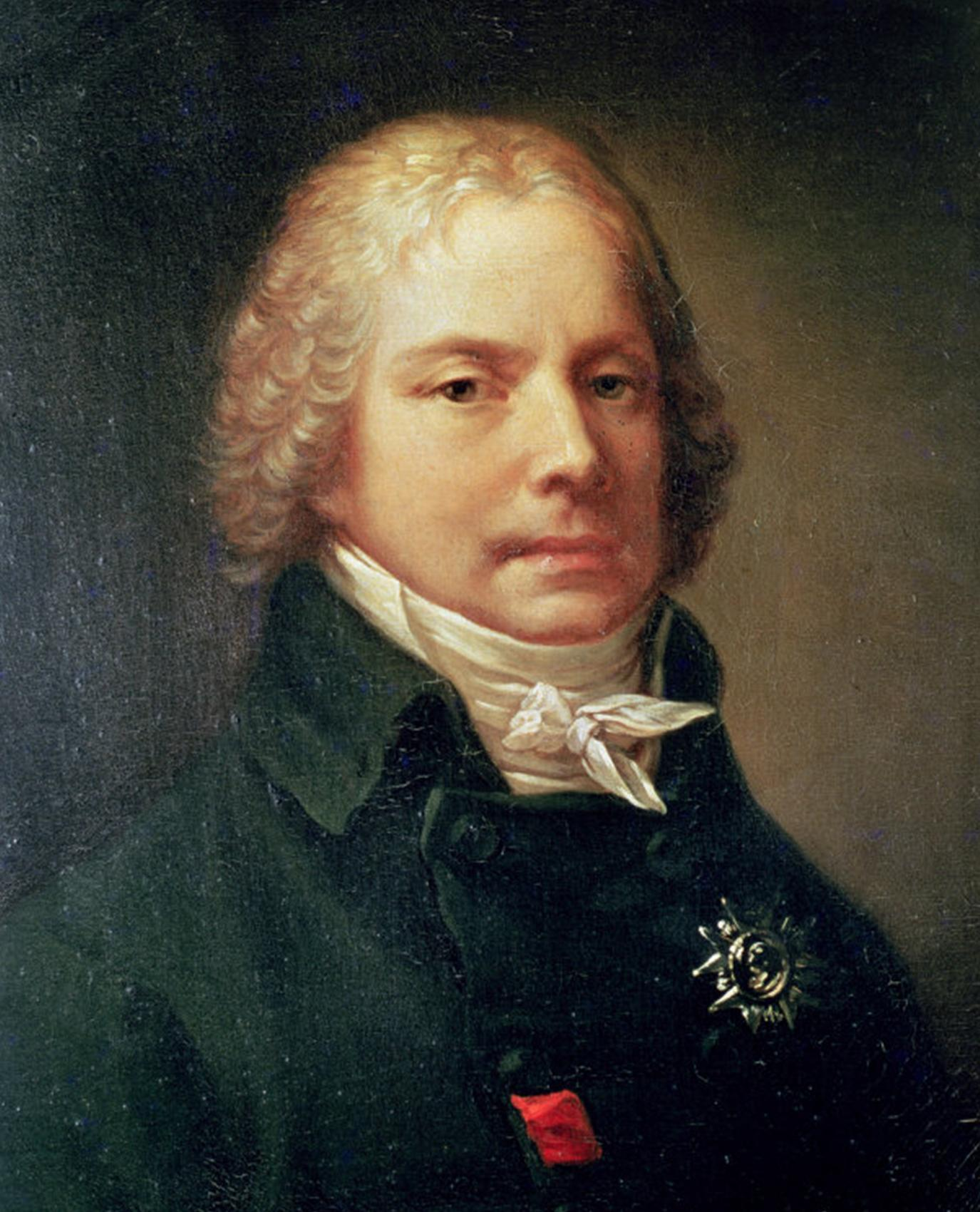
Талейран.

Американская комиссия прибыла в Париж в начале октября и немедленно потребовала встречи с Талейраном. После первоначальной краткой встречи (на которой Талейран лишь условно принял полномочия уполномоченных) неделю спустя была проведена более продолжительная встреча. Талейран потребовал от уполномоченных объяснения речи Адамса, произнесенной в мае, которая разозлила членов Директории; его мотивация заключалась в том, чтобы определить, насколько благоприятно члены комиссии настроены на переговоры. Если бы они ответили неблагоприятным образом, Директория отказалась бы принять их учётные данные. Комиссары впервые узнали об ожидаемом требовании Талейрана 14 октября по косвенным каналам. Они решили, что никаких объяснений речи Адамса даваться не будет.

### Первые встречи
За этим последовала серия встреч, которые проходили вне официальных дипломатических каналов. 17 октября работавший в голландском банке англичанин Николас Хаббард, услугами которого пользовались американцы (и в опубликованных документах он стал называться «W»), уведомил Пинкни, что банкир Жан-Конрад Хоттингер, которого Хаббард описал как человека чести, пожелал встретиться с ним. Пинкни согласился, и на следующий вечер они встретились. Хоттингер (который позже был идентифицирован как «X») передал ряд французских требований, которые включали крупную ссуду французскому правительству и выплату взятки в размере 50 тыс. ф. с. Талейрану. Пинкни передал эти требования другим уполномоченным, а Хоттингер повторил их всей комиссии, которая резко отклонила требования, хотя было широко известно, что дипломаты из других стран давали взятки, чтобы иметь дело с Талейраном. Затем Хоттингер представил комиссию Пьеру Беллами («Y»), которого он представлял как члена ближайшего окружения Талейрана. Беллами подробно изложил требования Талейрана, в том числе ожидание того, что «вы должны заплатить много денег». Он даже предложил серию покупок валюты (по завышенным ценам) в качестве средства тайного обмена таких денег. Комиссары предложили отправить одного из них обратно в США для получения инструкций, если французы приостановят захват американских судов; французские переговорщики отказались.

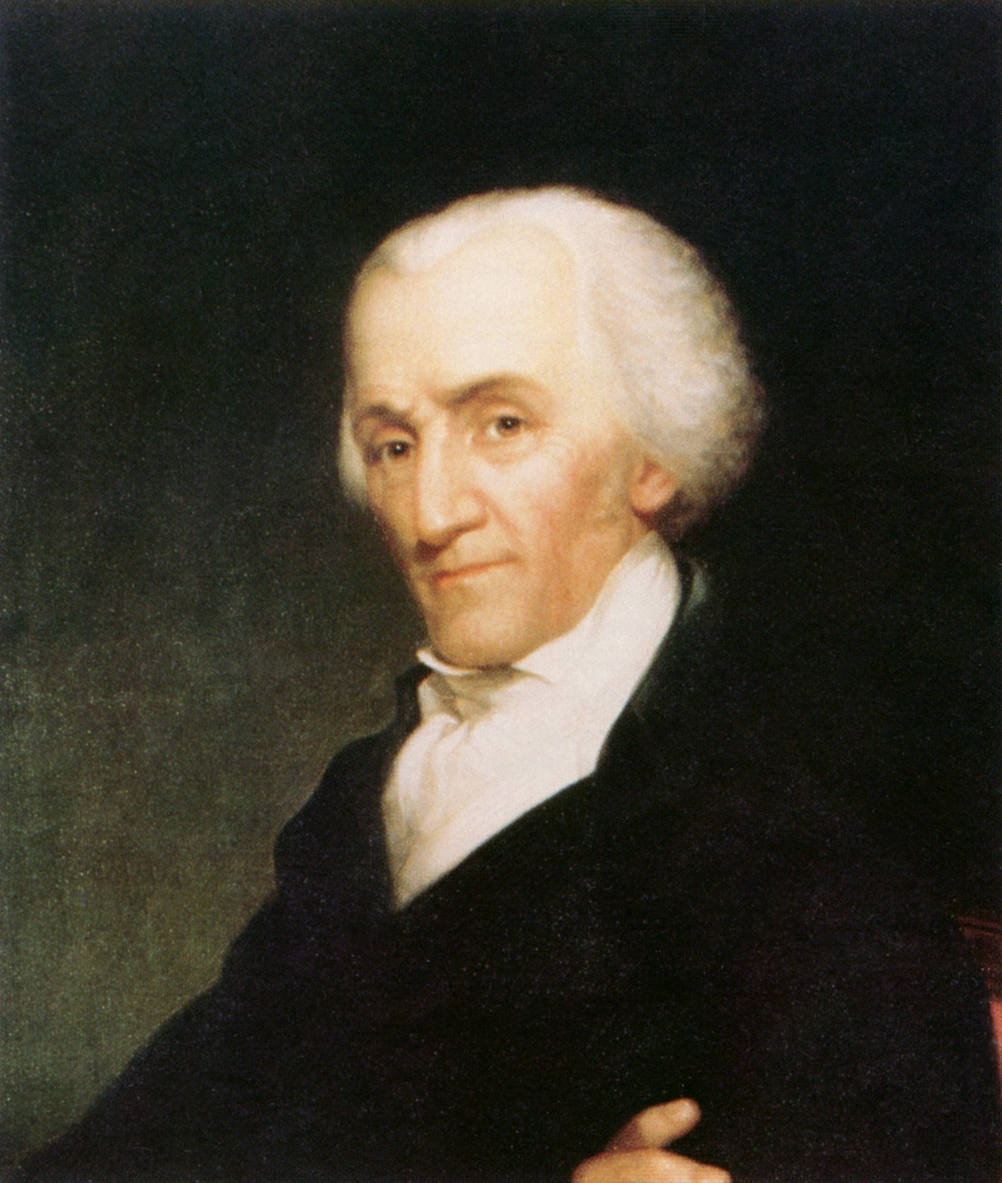
Элбридж Герри.

Вскоре после этого противостояния Талейран отправил Люсьена Отваля («Z») на встречу с Элбриджем Герри. Эти двое знали друг друга с 1792 года, познакомившись в Бостоне. Отваль заверил Джерри в искренности Талейрана в стремлении к миру и призвал его продолжать неофициальные переговоры. Он повторил требования о ссуде и взятке.
Через неделю (в частности, после подписания Кампо-Формийского договора, положившего конец войне Первой коалиции между Францией и большинством других европейских держав), Хоттингер и Беллами снова встретились с комиссией и повторили свой первоначальные требования, сопровождаемые угрозами потенциальной войны, поскольку Франция, по крайней мере, на мгновение установила мир в Европе. Ответ Пинкни: «Нет, нет, ни шестипенсовика!», позже преобразованный редактором газеты в лозунг «Миллионы на оборону, но ни цента на дань!» (англ. Millions for defense, but not one cent for tribute!). 1 ноября члены комиссии решили отказаться от дальнейших переговоров по неофициальным каналам. Публикация депеш с описанием этой серии встреч станет основой для более поздних политических дебатов в США.

### Последующие переговоры
Комиссары вскоре обнаружили, что для них открыты только неофициальные каналы. В течение следующих нескольких месяцев Талейран отправил ряд неофициальных переговорщиков, чтобы они встретились с комиссарами и повлияли на них. Некоторые неофициальные проспекты были закрыты (например, Джерри сообщил Отвалю, что они больше не могут встречаться, поскольку у Отваля не было официальных полномочий), и Талейран в ноябре 1797 года появился на обеде, прежде всего для того, чтобы наказать американцев за их нежелание согласиться на требование взятки.
В конце ноября Талейран начал манёвры, чтобы отделить Герри от других комиссаров. Он направил ему приглашение на «светский» ужин, который тот планировал посетить ради поддержания связей. Этот вопрос усилил недоверие к Джерри со стороны Маршалла и Пинкни, которые искали гарантии того, что Джерри ограничит любые представления и соглашения, которые он мог рассмотреть. Несмотря на стремление отказаться от неформальных переговоров, все члены комиссии в конечном итоге провели частные встречи с некоторыми переговорщиками Талейрана.
Члены комиссии в конечном итоге разделились по вопросу о том, продолжать ли неофициальные переговоры: Маршалл и Пинкни выступили против, а Джерри — за. Это разделение в конце концов стало ясно Талейрану, который в январе 1798 года сказал Джерри, что больше не будет иметь дело с Пинкни. В феврале Талейран получил одобрение Директории на новую позицию на переговорах, и он маневрировал, чтобы также исключить Маршалла из переговоров. Изменение стратегии встревожило ряд живших в Париже американцев, которые сообщили о растущей возможности войны. Примерно в это же время Герри по настоянию Талейрана начал скрывать от других членов комиссии суть их встреч.

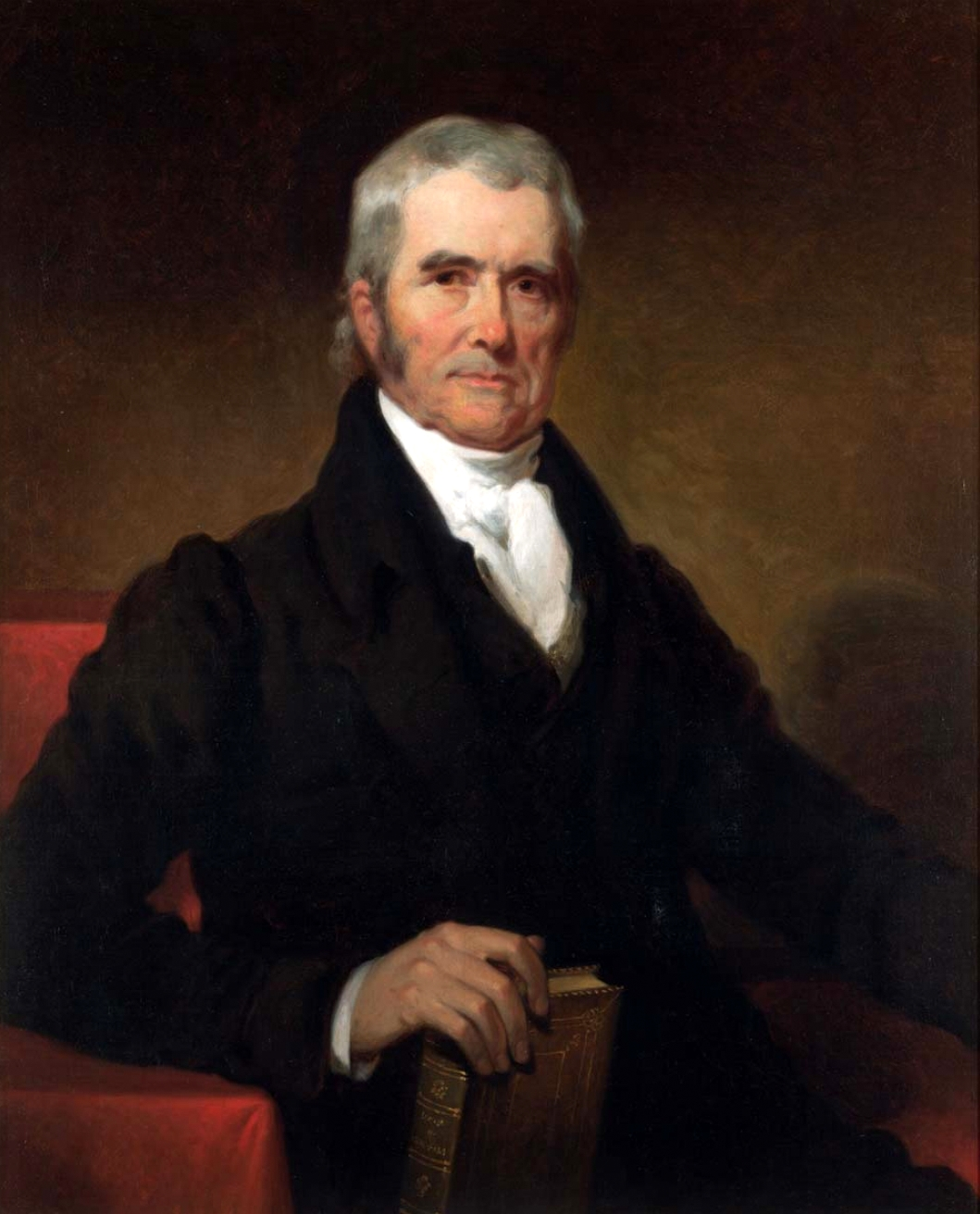
Джон Маршалл.

Все три комиссара неофициально встретились с Талейраном в марте, но было ясно, что стороны зашли в тупик несмотря на согласие французского министра отказаться от требования о ссуде. Обе стороны подготовили заявления для отправки через Атлантику с изложением своих позиций, и уже не участвовавшие в переговорах Маршалл и Пинкни покинули Францию в апреле. Их отъезд был отложен из-за серии переговоров о возврате паспортов; чтобы получить дипломатическое преимущество, Талейран пытался заставить Маршалла и Пинкни официально потребовать их возвращения (что позволило бы ему позже заявить, что они прервали переговоры). В конце концов Талейран сдался, официально потребовав их отъезда. Герри, хотя он стремился сохранить единство со своими сопредседателями, Талейран сказал, что, если он покинет Францию, Директория объявит войну. Герри остался позади, протестуя против «неуместности разрешения иностранному правительству [выбрать] человека, который должен вести переговоры». Однако он оставался оптимистичным в отношении того, что война нереальна, и писал американскому посланнику в Нидерландах Уильяму Вансу Мюррею, что «ничего, кроме безумия» заставит французов объявить войну.
Джерри решительно отказался участвовать в дальнейших предметных переговорах с Талейраном, согласившись остаться только до тех пор, пока его не заменит кто-то более авторитетный. Также он написал президенту Адамсу с просьбой о помощи в обеспечении его отъезда из Парижа. В конце концов Талейран отправил представителей в Гаагу, чтобы возобновить переговоры с Мюрреем, и Герри наконец вернулся домой в октябре 1798 года.

## Реакция в США
Пока американские дипломаты находились в Европе, президент Адамс обдумывал варианты на случай провала комиссии. Его кабинет призвал к укреплению вооруженных сил страны, в том числе к созданию 20-тыс. армии и приобретению или строительству линейных кораблей для военно-морского флота. У него не было никаких существенных известий от уполномоченных до марта 1798 года, когда прибыли первые депеши с французскими требованиями и тактикой ведения переговоров. О явном провале комиссии было должным образом сообщено конгрессу, хотя Адамс держал в секрете непризнание и требование взятки, стремясь свести к минимуму воинственную реакцию. Его кабинет разделился во мнениях о том, как реагировать: общий настрой был враждебным по отношению к Франции, а генеральный прокурор Чарльз Ли и госсекретарь Тимоти Пикеринг выступали за объявление войны. Демократически-республиканские лидеры в конгрессе, считая преувеличением Адамсом позиции Франции из-за его стремления к войне, объединились с радикальными федералистами, чтобы потребовать обнародования депеш уполномоченных. 20 марта Адамс опубликовал их, отредактировав имена некоторых французов и заменив их буквами W, X, Y и Z. Использование этих маскирующих букв привело к тому, что дело сразу же стал известен как «Дело XYZ».
Публикация депеш вызвала именно тот ответ, которого опасался Адамс. Федералисты призвали к войне, а демократы-республиканцы остались без действенного аргумента против них, просчитались в причине секретности Адамса. Несмотря на эти призывы, Адамс упорно отказывался просить Конгресс об официальном объявлении войны. Конгресс, тем не менее, санкционировал приобретение двенадцати фрегатов и сделал другие ассигнования для повышения военной готовности; июля 1798 г. он также проголосовал за аннулирование Договора о союзе с Францией 1778 г. и через два дня санкционировал нападения на французские военные корабли.
Федералисты использовали депеши, чтобы поставить под сомнение лояльность профранцузских демократов-республиканцев; такое отношение способствовало принятию законов об иностранцах и подстрекательстве к мятежу, ограничивающих передвижения и действия иностранцев, а также ограничивающих выступления с критикой правительства. В остальном федералисты разделились по вопросу о войне, и республиканцы-демократы изображали ястребиных федералистов как поджигателей войны, стремящихся подорвать республику военными средствами.
Элбридж Герри оказался в затруднительном положении по возвращении на родину. Федералисты, вдохновленные рассказами Джона Маршалла об их разногласиях, раскритиковали его за подстрекательство к срыву переговоров. Эти резко резкие и пристрастные комментарии настроили Джерри против федералистов, и в конце концов он присоединился к республиканцам-демократам в 1800 году.

## Реакция во Франции
Когда во Францию дошли новости о публикации депеш и последовавшей враждебной реакции, реакция была яростной. Талейран был вызван в Директорию, чтобы отчитаться за свою роль в этом деле. Он отрицал какую-либо связь с неформальными переговорщиками, и заручился помощью Герри в разоблачении агентов, чьи имена были отредактированы, в чём тот согласился участвовать. Взамен Талейран в частном порядке подтвердил ему, что агенты на самом деле были в своей работе и что он, вопреки сделанным Директории заявлениям, заинтересован в примирении. Позже президент Адамс писал, что признание Талейрана Герри имело большое значение для его решения продолжать усилия по поддержанию мира. Герри в своем частном отчете об этом деле Адамсу в 1799 году заявил о своей заслуге в поддержании мира и влиянии на значительные изменения во французской политике, которые уменьшили боевые действия и в конечном итоге привели к заключению мирного договора.
Воинственная позиция Соединенных Штатов и начало квазивойны убедили Талейрана в том, что он просчитался в своих отношениях с уполномоченными. В ответ на дипломатические предложения, которые он сделал Уильяму Вансу Мюррею в Гааге, президент Адамс отправил переговорщиков во Францию в 1799 году, которые в конечном итоге договорились о прекращении военных действий с помощью Конвенции в сентябре 1800 г. (переговоры частично вёл тогдашний государственный секретарь Маршалл). Это соглашение было заключено с свергнувшим Директорию в результате переворота 18 брюмера в ноябре 1799 года первым консулом Наполеоном Бонапартом, и было ратифицировано Сенатом США в декабре 1801 года.

### Статьи
- Lyon, E. Wilson (September 1940). The Franco-American Convention of 1800. The Journal of Modern History. 12 (3): 305–333. doi:10.1086/236487. JSTOR 1874761. S2CID 144516482.
- Ray, Thomas (Winter 1983). 'Not One Cent for Tribute': The Public Addresses and American Popular Reaction to the XYZ Affair, 1798–1799. Journal of the Early Republic. 3 (4): 389–412. doi:10.2307/3122881. JSTOR 3122881.
- Stinchcombe, William (October 1977). The Diplomacy of the WXYZ Affair. The William and Mary Quarterly. 34 (4): 590–617. doi:10.2307/2936184. JSTOR 2936184.
- Wells II, William R. (Winter 1996). The Perception of Naval Protection: The Southern Galleys, 1798–1800. The Georgia Historical Quarterly. 80 (4): 737–758. JSTOR 40583594.

### Вторичная литература
- Berkin, Carol. A Sovereign People: The Crises of the 1790s and the Birth of American Nationalism (2017) pp. 151–200.
- Brown, Ralph. The Presidency of John Adams. — Lawrence, KS : University of Kansas Press, 1975. — ISBN 978-0700601349.
- Kleber, Louis C. «The „X Y Z“ Affair» History Today. (Oct 1973) , Vol. 23 Issue 10, pp 715–723 online; popular account.
- Stinchcombe, William. The XYZ Affair. — Westport, CT : Greenwood Press, 1980. — ISBN 978-0313222344.